# Городище (Білоцерківський район)
Городи́ще — село в Білоцерківському районі Київської області над річкою Рось. Входить до складу Білоцерківської міської громади. Засноване в XVI столітті

## Історія

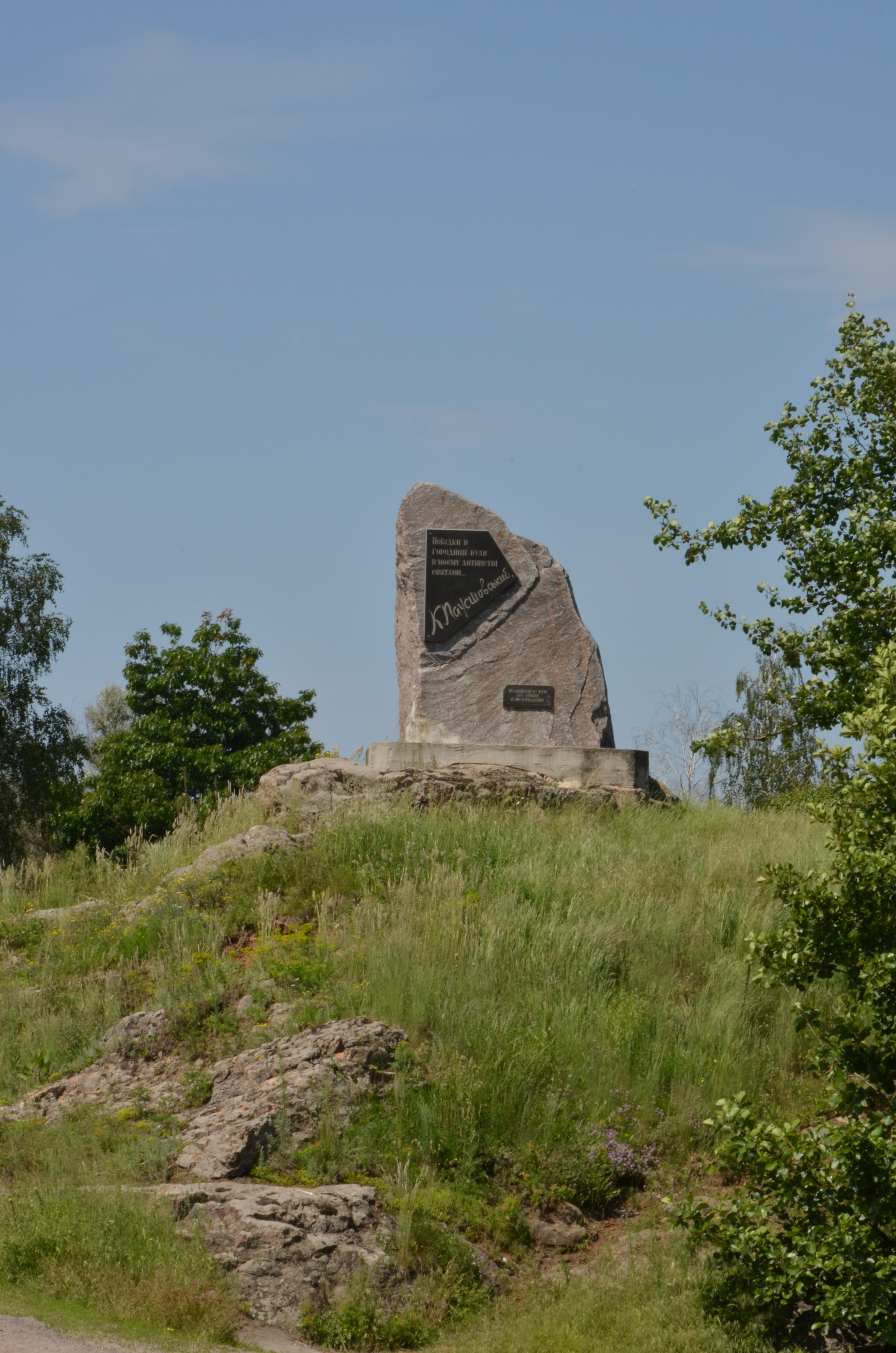
Городище, пам'ятник Костянтинові Паустовському на острові Паустовського

В часи правління Катерини II Запорізьку Січ розігнали, частина козаків оселилася на берегах річки Рось біля Білої Церкви. Село пов'язане із Костянтином Георгійовиячем Паустовським — тут у власній садибі мешкав його дід Максим Григорович, помер батько Гргорій Максимович, мешкали та поховані брати та сестри батька. Прадід письменника Григорій Паустовський-Сагайдачний оселився в Городищі в 1775 році. Хороші родючі землі були до цього часу розібрані першими поселенцями Пилипчі і Городищів. Тому Григорій Паустовський-Сагайдачний оселився на ділянці, розміщеній на невеликій леваді над берегом річки навпроти острова Лісок. Місцевість була дуже мальовнича, та й зараз ті, хто її вперше бачить, називають «Маленькою Швейцарією».
Оскільки предки Паустовського були вихідцями із знатної козацької родини гетьманів Сагайдачних, Григорій зумів виклопотати у царського уряду звання помісного дворянина.
Дворяни Паустовські все життя побоювалися за цілісність своєї левади, оскільки її в будь-який день міг проковтнути всемогутній граф Францішек Браницький, один з найбагатших магнатів в країні і повновладний господар Київської губернії. Річка Рось з усіма берегами вважалася священною власністю графа. Григорію Паустовському-Сагайдачному довелося піти навіть на такий крок, як прийняття католицизму. Костянтин Паустовський писав: «Наші діди і прадіди орали землю і були звичайнісінькими терплячими хліборобами, хоча вважалися нащадками запорізьких козаків».
Левада і весь маєток перейшли згодом до Максима Григоровича Паустовського. Останній власник маєтку — Ілля Максимович Паустовський, дядько письменника. У селі останнього власника називали Ілляшко, а місце, де стояла садиба, називають досі «Ілляшкова левада».
Охоронна грамота та інші документи після смерті Іллі перейшли до його сина Костянтина Ілліча і були загублені під час війни 1941—1945 років. Існування цих документів підтверджує сам Костянтин Георгійович, а в 1920 році про них розповідав найстаріший житель Пилипчі, сільський громадський писар Гервасій Маркович Білецький. Його розповідь була записана учителем місцевої школи і збереглася.
Сама садиба була знищена у 1930-х роках під час колективізації. На місці садиби школярі та педагоги висадили дерева, надавши їй первісного вигляду. Було відновлено і «криницю Паустовських». Вода з криниці славиться своєю надзвичайно чистою та цілющою водою. Сюди по воду приїздить безліч людей. Також на місці садиби ростуть верби, посаджені сином письменника Вадимом.

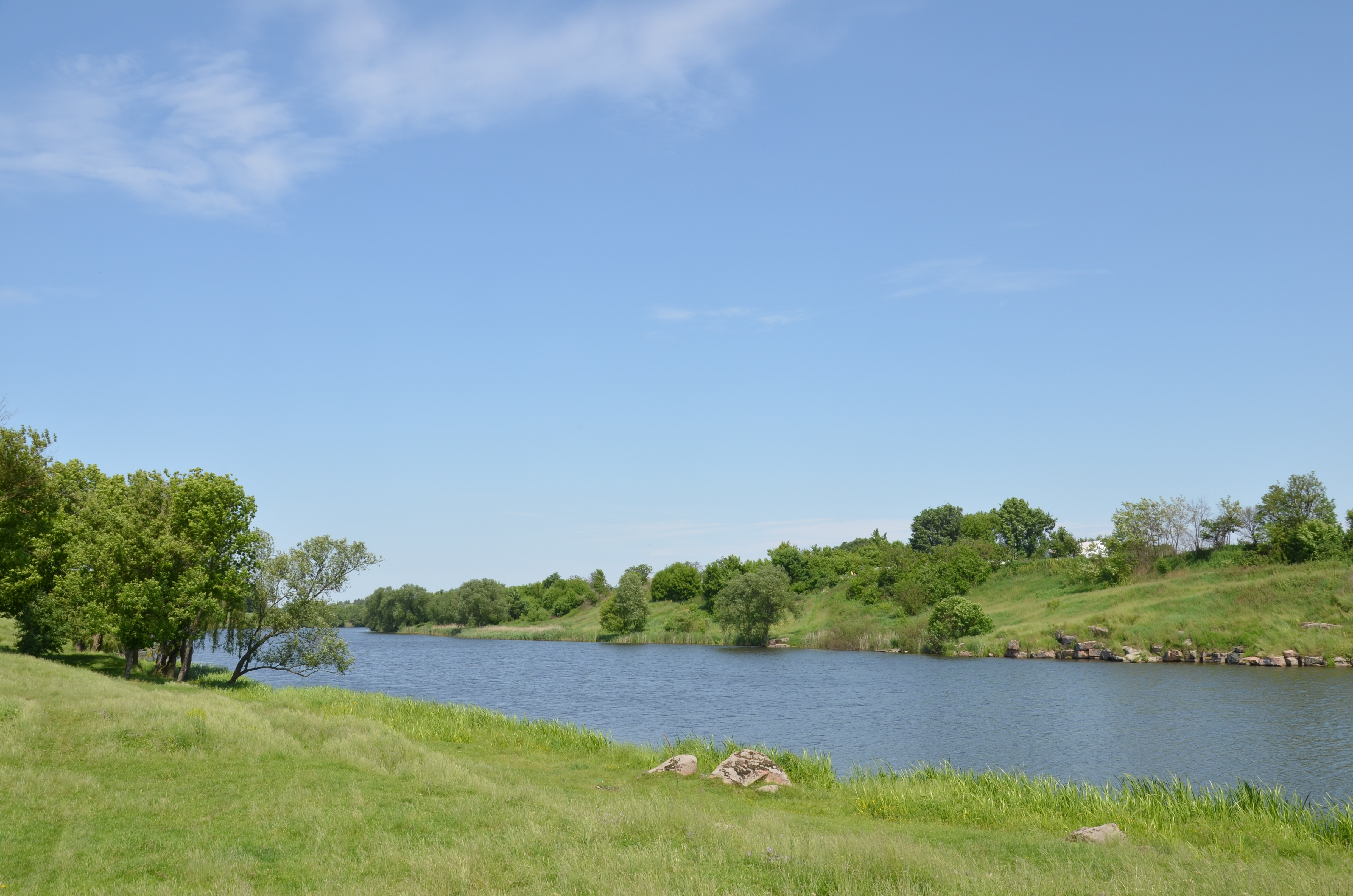
Городище, краєвиди

У селі і тепер мешкають близькі родичі Костянтина Паустовського, на 2002 рік мешкало 11 нащадків по дідовій ліеії Максима Григоровича. Сам письменник багато часу провів тут у дитинстві, потім відвідував село, востаннє 1954 року. Дитячі враження від перебування у Городищі описані у повісті «Далекі роки». Він писав: «Городище и Черкассы — это праздники, а гимназия — будни».
Населення — 191 житель (2001), 163 жителі (2009).

## Населення

### Мова
Розподіл населення за рідною мовою за даними перепису 2001 року:
| Мова       | Кількість | Відсоток |
| ---------- | --------- | -------- |
| українська | 186       | 97.38%   |
| російська  | 5         | 2.62%    |
| Усього     | 191       | 100%     |

## Відомі люди
- Мошинський Євген Іванович — генерал-хорунжий Армії УНР